# Tomislav Steinbrückner
Tomislav Steinbrückner (Petrijevci, 17. listopada 1966.) bivši je hrvatski nogometaš, a danas nogometni trener.

Od 1984. do 1992. i od 1996. do 1997. nastupao je za NK Osijek. Bio je i trener u dva navrata u NK Osijeku od 2008. do 2010. i 2013. Također u Osijeku je vodio i mlađe kategorije, a još je trenirao i NK Novigrad te TFC II. Danas je trener u BSK-u iz Bijelog brda s kojim ostvaruje odlične rezultate u 2. HNL.